# Ben Avon Heights
Ben Avon Heights es un borough ubicado en el condado de Allegheny, Pensilvania, Estados Unidos. Según el censo de 2020, tiene una población de 400 habitantes.
Es parte del área metropolitana de Pittsburgh.

## Geografía
La localidad está ubicada en las coordenadas 40°30′45″N 80°4′23″O / 40.51250, -80.07306 (40.512545, -80.073081).

## Demografía
Según la Oficina del Censo en 2000 los ingresos medios por hogar en la localidad eran de $105 006 y los ingresos medios por familia eran $111 218. Los hombres tenían unos ingresos medios de $100 000 frente a los $50 417 para las mujeres. La renta per cápita para la localidad era de $44 191. Alrededor del 1.8% de la población estaba por debajo del umbral de pobreza.